# 中田潤
中田 潤（なかた じゅん、1959年 - ）は、日本のミュージシャン、フリーライター。岡山県総社市生まれ。立教大学卒業。競馬、野球、格闘技の分野を中心に執筆活動をしている。

## 概要
1979年春にパンクバンド造反医学（1982年にILL BONEに改称）を結成。ボーカル、作詞・作曲、および初期にはベースを担当。バンド消滅後はスポーツ系フリーライターとして活動。

## 著書

### 単著
- 『愚直列伝：地上最強の生き方』マガジンハウス 1996
- 『三沢さん、なぜノアだったのか、わかりましたー。』BABジャパン出版局 2000
- 『男、清原どこへ行く：不良番長の野球バカ一代』飛鳥新社 2001
- 『新庄くんは、アホじゃない！』飛鳥新社 2001
- 『競馬怪人』流星社 2002
- 『No money ball：野球愛を叫べ!!』竹書房 2005
- 『新庄のコトバ』講談社 2006
- 『清原和博野球バカ一代』飛鳥新社 2009（ゴマ文庫）

### 共著
- 『元・阪神：そして、ミスタータイガースは去った』竹書房 2004
- 『背番号三桁：僕達も胴上げに参加していいんですか？』竹書房 2004

### 自主出版
- 『ILL BONE歌詞集　死者のための青空』（2017年1月22日）CD-ROM

### 音楽
- 造反医学『青空』（1982、植民地音楽）
- ILL BONE『死者』（1985、TRANS RECORDS）